# Space Rangers: Quest
Space Rangers: Quest (с англ. — «Космические рейнджеры: Квест») — компьютерная игра в жанре текстовой адвенчуры, разработанная «СНК Games» и изданная «1С» для iOS, Android и Windows в 2016 году. Является первым спин-оффом в серии. Предыдущей игрой серии является «HD: Революции» 2013 года, следующей — «Наследие» 2018 года.
Игра получила смешанные отзывы от критиков. Они отмечают заметные проблемы в сюжете, тексте и игровом процессе игры, а также вторичность ПК-версии по отношению к A War Apart 2013 года.

## Восприятие
| Сводный рейтинг       | Сводный рейтинг |
| Агрегатор             | Оценка          |
| --------------------- | --------------- |
| «Критиканство»        | 57/100          |
| Русскоязычные издания |                 |
| Издание               | Оценка          |
| Riot Pixels           | 25 %            |
| StopGame.ru           | «Похвально»     |
| «Игромания»           | 6,0/10          |
| «Игры Mail.ru»        | 2,0/10          |

В целом Space Rangers: Quest получила смешанные отзывы от критиков. Многие из них критикуют игру за отсутствие каких-либо новых заданий, но хвалят за перенос оригинальных текстовых квестов на мобильные устройства. Так, «Random_Phobosis» из Riot Pixels пишет: «Новых приключений здесь вообще нет, только те, что были в обеих частях и аддоне „Революция“». Евгений Баранов из «Игромании» тоже пишет о вторичности игры на персональных компьютерах: «Вот на ПК, к примеру, в игре совсем мало смысла — за те же деньги продается издание War Apart, куда вложена вторая часть вкупе с аддоном 2013 года выпуска. И квесты запускаются прямо из главного меню». Глеб Мещеряков из StopGame.ru отмечает, что, несмотря на вторичность и другие проблемы, Space Rangers: Quest представляет собой «новую, своеобразную концепцию» и «разработчики слышат фанатов». При этом, Максим Еремеев из «Игр Mail.ru» наоборот называет игру «плевком в душу всем игрокам». GameGuru выпустили крайне отрицательный отзыв, где их рецензент, Ян Трифонов, не нашёл ни одного положительного момента в игре.
Игровой процесс был отрицательно воспринят критиками. «Random_Phobosis» критикует игру за отсутствие каких-либо изменений в самих текстовых заданиях, при этом геймплей между заданиями «Phobosis» называет «навязанной жалкой пародией на игровой процесс». Глеб Мещеряков отмечает те же минусы, добавляя, что в игре присутствует несколько «приятных, но бесполезных фич», вместо которых ему хотелось бы видеть что-то наподобие места для заметок игрока или календарь для внутриигрового времени. Многие рецензенты обратили внимание на возможность получения бесконечного количества внутриигровой валюты при помощи механики перезапуска квеста.
Рецензенты раскритиковали сюжет Space Rangers: Quest. Так, Максим Еремеев о диалогах пишет: «Понравиться они могут разве что совсем юным игрокам и фанатам романов о попаданцах», критику крайне не понравилось качество юмора в игре. Некоторым авторам рецензий не понравился тот факт, что сюжет Space Rangers: Quest «подмазывается» к прошлым «Космическим рейнджерам». Также многие критики отмечают низкое качество текста в игре: всяческие ошибки и плохо сформулированные фразы.